# Auzon Communauté
La communauté de communes Auzon Communauté est une communauté de communes française, située dans le département de la Haute-Loire en région Auvergne-Rhône-Alpes.

## Historique
Elle est créée le 1er janvier 2001.
Le schéma départemental de coopération intercommunale, approuvé le 4 mars 2016 par la commission départementale de coopération intercommunale de la Haute-Loire, prévoit l'extension du périmètre de la communauté de communes Auzon Communauté à la commune de Chambezon le 1er janvier 2017.
Le 1er janvier 2017, Chambezon rejoint la communauté de communes.
Le 1er janvier 2018, Agnat quitte la communauté de communes pour rejoindre la communauté de communes Brioude Sud Auvergne.

## Territoire communautaire

### Géographie
Elle est située dans la Limagne brivadoise, au nord-ouest de la Haute-Loire, bordée par la Margeride au sud, le Cézallier à l'ouest et le Livradois à l'est. Elle est parcourue par l'Allier.

### Composition
La communauté de communes est composée des 12 communes suivantes :

| Nom                    | Code Insee | Gentilé         | Superficie (km2) | Population (dernière pop. légale) | Densité (hab./km2) |
| ---------------------- | ---------- | --------------- | ---------------- | --------------------------------- | ------------------ |
| Sainte-Florine (siège) | 43185      | Florinois       | 7,67             | 3 257 (2022)                      | 425                |
| Auzon                  | 43016      | Auzonnais       | 16,96            | 874 (2022)                        | 52                 |
| Azérat                 | 43017      | Azératois       | 18,11            | 294 (2022)                        | 16                 |
| Chambezon              | 43050      |                 | 5,09             | 130 (2022)                        | 26                 |
| Champagnac-le-Vieux    | 43052      | Champagnacois   | 20,61            | 183 (2022)                        | 8,9                |
| Chassignolles          | 43064      |                 | 18,27            | 64 (2022)                         | 3,5                |
| Frugerès-les-Mines     | 43099      | Frugérois       | 1,08             | 551 (2022)                        | 510                |
| Lempdes-sur-Allagnon   | 43120      | Lempdais        | 10,4             | 1 305 (2022)                      | 125                |
| Saint-Hilaire          | 43193      |                 | 14,64            | 158 (2022)                        | 11                 |
| Saint-Vert             | 43226      | Saint-Vertois   | 20,67            | 108 (2022)                        | 5,2                |
| Vergongheon            | 43258      | Vergongheonnais | 12,61            | 1 793 (2022)                      | 142                |
| Vézézoux               | 43261      |                 | 7,13             | 631 (2022)                        | 88                 |

### Démographie
| 1968   | 1975   | 1982  | 1990  | 1999  | 2010  | 2015  | 2021  |
| ------ | ------ | ----- | ----- | ----- | ----- | ----- | ----- |
| 10 201 | 10 086 | 9 886 | 9 114 | 8 725 | 9 215 | 9 188 | 9 370 |

## Administration

### Siège
Le siège de la communauté de communes est situé à Auzon.

### Les élus
Le conseil communautaire de la communauté de communes Auzon Communauté se compose de 33 membres représentant chacune des communes membres et élus pour une durée de six ans.
Ils sont répartis comme suit :
| Nombre de conseillers | Communes                     |
| --------------------- | ---------------------------- |
| 9                     | Sainte-Florine               |
| 6                     | Vergongheon                  |
| 5                     | Lempdes-sur-Allagnon         |
| 3                     | Auzon                        |
| 2                     | Frugerès-les-Mines, Vézézoux |
| 1 (+1 suppléant)      | les 6 autres communes        |

### Présidence
Le président de la communauté de communes est Jean-Paul Pastourel, réélu le 5 juin 2020, maire (DVG) de Vergongheon.
Le bureau communautaire comprend le président, quatre vice-présidents :
1. Dominique CERES (maire de Saint Hilaire), chargé de l'environnement ,cadastre et numérique telephone mobile ;
2. Raymond FOURET (maire de Sainte-Florine), chargée de la jeunesse et des questions sociales ;
3. Marie Josée ENTRADAS (adjointe de Sainte -Florine), chargée de la petite enfance ,culture ,sports services à la personne ;
4. Guy LONJON (maire de Lempdes), chargé de développement économique et touristique ;

et les autres maires de la communauté de communes.
| Période                                  | Période                         | Identité            | Étiquette | Qualité              |
| ---------------------------------------- | ------------------------------- | ------------------- | --------- | -------------------- |
| Les données manquantes sont à compléter. |                                 |                     |           |                      |
| 2014                                     | En cours (au 24 septembre 2020) | Jean-Paul Pastourel | DVG       | Maire de Vergongheon |

### Compétences
L'intercommunalité exerce des compétences qui lui sont déléguées par les communes membres.
Les statuts, validés par la communauté de communes en novembre 2010, définissent six compétences obligatoires :
- développement économique (aménagement/entretien/gestion de zones d'activité industrielle/commerciale/tertiaire/artisanale d'intérêt communautaire ; actions (étude/réalisation/gestion d'immobilier d'entreprise, actions de promotion et de communication/recherche/accompagnement d'investisseurs et de porteurs de projet, ainsi que d'acteurs économiques locaux) ;
- tourisme (stratégies de développement touristique ; accueil et information ; coordination, animation et formation ; produits touristiques ; promotion, distribution et commercialisation) ;
- aménagement de l'espace (schéma de cohérence territoriale, zones d'aménagement concerté, zones de développement éolien, etc.) ;
- collecte/traitement/valorisation des déchets ménagers et assimilés ;
- logement et cadre de vie (politique du logement social d'intérêt communautaire et actions par des opérations d'intérêt communautaire en faveur du logement des personnes défavorisées ; étude/réalisation/gestion d'activités périscolaires et scolaires) ;
- création, aménagement et entretien de la voirie ; schéma de desserte forestière ;

ainsi que quatre compétences facultatives :
- action sociale ;
- participation au fonctionnement d'équipements culturels ;
- protection et mise en valeur de l'environnement ;
- autres interventions.

### Régime fiscal
La communauté de communes applique la fiscalité professionnelle unique.